# Македонска азбука
Савремена македонска азбука или ћирилица (као и свака друга словенска ћирилична азбука) заснива се на ћирилици Светог Ћирила и Методија и она је адаптација фонетске азбуке Вука Караџића и Крста Мисиркова.

## Историјска позадина
Македонски књижевни језик је јужнословенски језик са једном од најстаријих књижевнојезичких традиција и службени језик у Републици Северној Македонији. Спада у групу јужнословенских језика са око 3 милиона говорника у Северној Македонији, Грчкој, Албанији, САД, Канади, Аустралији и другим земљама. Македонски језик је постао званичан језик Социјалистичке Републике Македоније 1944. године.
Од краја 16. века старословенски говори на тлу Македоније почели су да формирају македонски језик у писаној форми, иако је његова савремена стандардна верзија утврђена 1945. године.

## Азбука
У следећој табели дата су само велика слова, заједно са изговором сваког слова.
| А | Б | В | Г | Д | Ѓ | Е | Ж | З | Ѕ |

| И | Ј | К | Л | Љ | М | Н | Њ | О | П | Р |

| С | Т | Ќ | У | Ф | Х | Ц | Ч | Џ | Ш |

У македонској азбуци се јављају слова ѓ и ќ која су еквивалент мађарским дијаграфима /gy/ и /ty/, а слична словима /ђ/ и /ћ/ у српском језику (с тим што се мало мекше изговарају; пример: Ђурђевдан - Ѓурѓовден, кућа - куќа).

## Јединствена слова
Македонски језик садржи неке посебне фонеме (у односу на суседе) па се стога појавила потреба за увођењем македонске азбуке. Историјски гледано, ова слова потичу из 19. века. Та слова су ѓ и ќ, као и слово i које је данас замењено словом ј.
Слова љ, њ и џ су преузета из српског језика.
Данас, слово ѕ је јединствено у македонском језику, које потиче још из старословенске азбуке. То слово се јавља још у бугарском, украјинском и пољском језику, али не као један фонем и такође као дијаграф (дз, dz (/ʣ/)).
Акцентована слова è, ѝ и ô се не сматрају за посебна слова.